# Hawker Siddeley P.1127
Hawker P.1127 a Hawker Siddeley Kestrel FGA.1 byly experimentální a vývojové letouny, které vedly k výrobě prvního úspěšného V/STOL (svislý nebo krátký vzlet a přistání) proudového stíhacího bombardéru Hawker Siddeley Harrier. Vývoj letounu začal v roce 1957, přičemž využíval motor s vektorováním tahu Pegasus, který vyvinula společnost Bristol Engine Company. Testování začalo v červenci 1960 a brzy bylo dosaženo jak svislého vzletu, tak i vodorovného letu. Testovací program také zahrnoval zkoušení využití na letadlových lodích, přičemž došlo k přistání letounu na letadlové lodi HMS Ark Royal (R09) v roce 1963.
Vylepšení určitých částí letounu, jako byly zkosená křídla a silnější motor Pegasus vedlo k postavení dalších vývojových letounů pod názvem Kestrel. Kestrel byl vyhodnocován třístrannou leteckou jednotkou (Evaluation Squadron), která byla složena z vojenských pilotů Spojeného království, Spojených států a Západního Německa. Později byly testovací lety prováděny v USA americkými ozbrojenými silami a NASA.
Související práce na nadzvukovém letounu Hawker Siddeley P.1154 byly ukončeny v roce 1965. Výsledkem bylo, že byla objednána výroba letounu P.1127 (RAF), což byla varianta podstatně více založená na letounu Kestrel. Letoun byl v roce 1967 přejmenován na Harrier. Harriery poté sloužily mnoho let ve Spojeném království a několika dalších státech, často na palubách letadlových lodí.

## Vývoj a popis

### Počátky
V roce 1957 společnost Bristol Engine Company informovala představitele společnosti Hawker Aviation, kterým byl Sydney Camm, že pracují na projektu převratného dvouproudového motoru s označením BD.53. Výsledkem měl být převratný motor pro kolmo startující letoun s pevnými křídly. Původní myšlenka na vývoj motoru, který byl později pojmenován Pegasus, pocházela od francouzského leteckého poradce, který se jmenoval Michel Wibault. Proud plynů z motoru vycházel čtyřmi polohovatelnými tryskami, jedním párem vpředu a druhým párem vzadu, které se mohly natáčet až o 90° a tak usměrnit proud plynů přímo pod letoun. Pomocí několika úprav a vylepšení se společnosti Bristol podařilo snížit jak velikost, tak i hmotnost původního návrhu Wibaulta. Společnost Hawker plánovala motor Pegasus umístit do letounu, který by uspokojil tehdejší požadavek NATO na lehký taktický podpůrný stíhací letoun. Před projektem P.1127 pracovala společnost Hawker Aviation na letounu, který by nahradil stroje Hawker Hunter- Hawker P.1121. Nicméně projekt P.1121 byl zrušen krátce poté, co britská vláda vydala stanovisko, které prosazovalo odklon od pilotovaných letadel ve prospěch řízených střel.
Do konce roku 1958, tedy sotva 18 měsíců po zahájení projektu, byl vývoj všech hlavních částí letounu P.1127 dokončen s výjimkou systému řízení tahu motoru. Ten byl vyřešen v dubnu 1959. Jelikož byl P.1127 vyvíjen v době hlubokých obranných rozpočtových škrtů ve Velké Británii, musela společnost Hawker hledat soukromé zdroje pro pokračování projektu. Významná podpora vývoje přišla ze Spojených států. Testy ve větrném tunelu obstarala NASA ve svém výzkumném centru v Langley. Testování modelu ve zmenšeném měřítku prokázalo přijatelné letové vlastnosti. Zkušební pilot společnosti Hawker Hugh Merewether odjel na žádost NASA do Spojených států, kde měl létat s experimentálním strojem Bell X-14. V březnu 1959 rozhodlo představenstvo společnosti Hawker Siddeley o soukromém financování dvou prototypů letounu P.1127. Na konci roku 1959 tyto dva letouny objednala britská vláda.

### P.1127

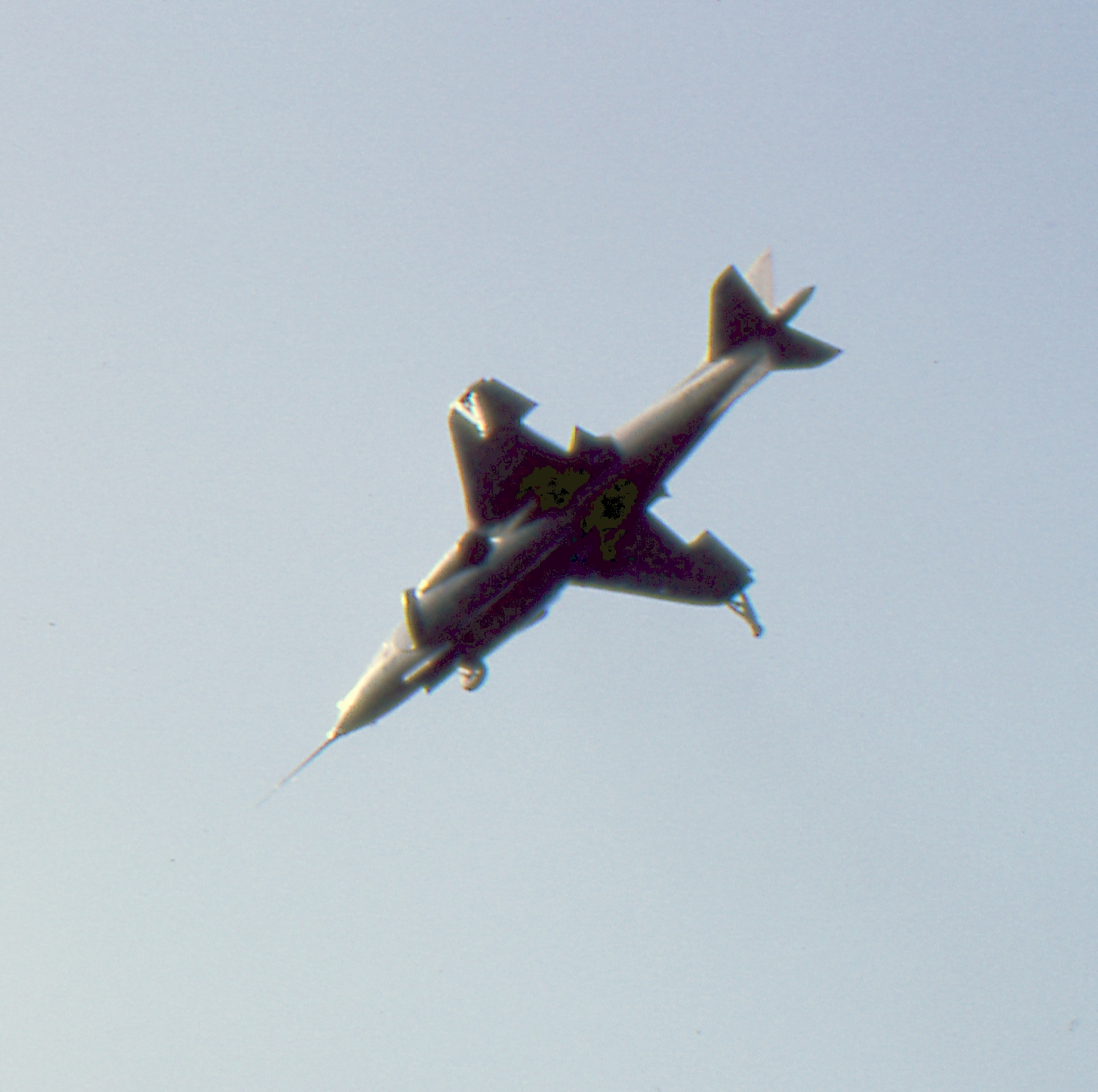
Třetí prototyp P.1127 XP972 ve Farnborough (1962) ukazuje své nezkosené odtokové hrany křídel.

Společnost Hawker postavila na základě motoru Pegasus poměrně klasický celokovový hornoplošník. Křídla i stabilizátor měly negativní vzepětí. Křídlo letounu mělo zpočátku odtokovou hranu kolmou k trupu letounu, později bylo nahrazeno plně šípovitým křídlem. Vstup vzduchu do motoru zajišťovaly dva velké polokruhové otvory na bocích letounu přímo za jednomístným kokpitem. Podvozek letounu sestával z příďového kola, za kterým byl umístěn do trupu zatahovatelný hlavní podvozek s dvojicí kol. Pro udržení rovnováhy při tandemovém umístění podvozku byla na křídla umístěna balanční kolečka. Ke stabilizaci letounu při malých rychlostech a při statickém visení byla používána čtveřice malých trysek na nose, zádi a křídle letounu. Tyto trysky byly ovládány řídicí pákou a pedály v kokpitu. Jako pohon těchto pomocných trysek sloužil stlačený vzduch od dmychadla motoru.
První prototyp P.1127 (XP831) byl dodán ke statickým zkouškám motoru v červenci 1960 a v říjnu již byl motor Pegasus připraven k letu. První upoutaný svislý let byl proveden v Dunsfoldu 21. října 1960 a první volný let byl proveden 19. listopadu 1960. Poté byly vydány první propagační snímky nového letounu. První konvenční vzlet se uskutečnil 13. března 1961. Druhý prototyp XP836 provedl běžný vzlet 7. července 1961. Tyto dva letouny poprvé přešly z vertikálního vzletu do běžného horizontálního letu 8. září 1961.
Byly objednány další 4 prototypy. Během vývoje byl motor Pegasus neustále vylepšován a motor Pegasus 3 dosahoval tahu 67 kN. První 4 prototypy si byly velice podobné, ale pátý (XP980) měl zvětšené ocasní plochy, které byly později k vidění na letounech Harrier. Čtvrtý prototyp byl používán k seznámení dalších zkušebních pilotů společnosti Hawker s letounem P.1127. První svislé přistání na palubě letadlové lodi provedl první prototyp v roce 1963 na palubě lodi HMS Ark Royal (R09). Poslední P.1127 (XP984) již měl plně zkosené křídlo (předchozí prototypy měly odtokovou hranu kolmo k trupu letounu). Byl osazen motorem Pegasus 5 s tahem 66,7 kN a sloužil jako prototyp letounu Kestrel.
První tři prototypy P.1127 havarovaly – druhý a třetí během zkoušení. První prototyp (XP831) havaroval během letecké show v Paříži v roce 1963. Byl však zcela opraven a dál byl používán k dalšímu vývoji. Všichni piloti byli zachráněni.

### Kestrel FGA.1

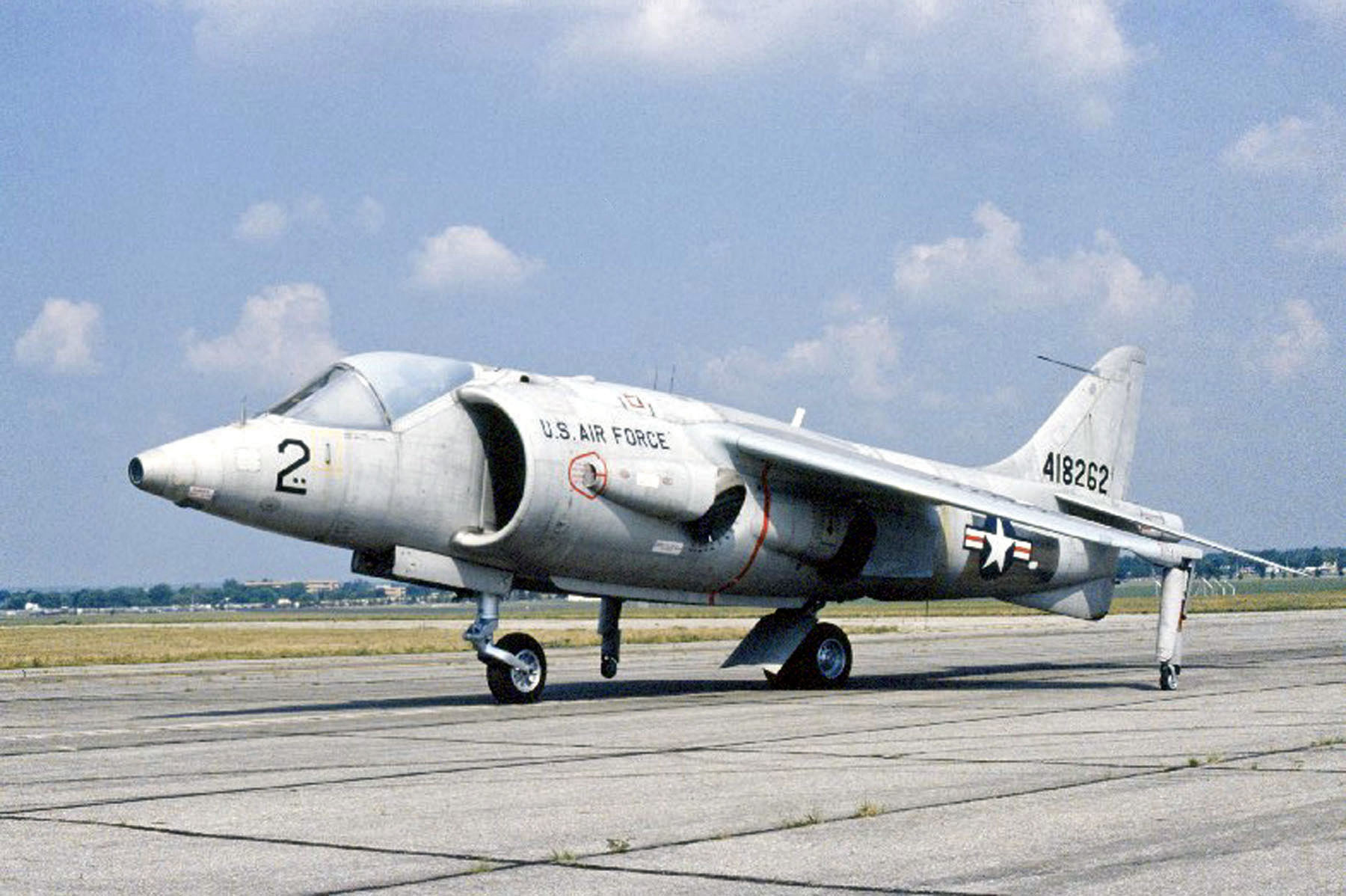
Hawker Siddeley XV-6A Kestrel v barvách USAF

Devět vývojových letounů bylo objednáno pod označením Kestrel FGA.1. První poprvé vzlétnul 7. března 1964. Kestrel měl plně zkosené křídlo, větší ocasní plochy než první letouny P.1127 a trup byl upraven pro větší motor Pegasus 5 tak jako poslední prototyp P.1127 (XP984). Vzhledem k zájmu Spojených států a Německa byla 15. října 1964 zformována třístranná smíšená eskadra TES (Tri-partite Evaluation Squadron) na základně RAF West Raynham. Skládala se z vojenských zkušebních pilotů z Velké Británie, Spojených států a Západního Německa.
Kestrel vykonal svůj první let 7. března 1964. V březnu 1965 byla letouny vybavena zkušební jednotka na základně RAF West Raynham v Norfolku. Zkušební piloti vyvinuli typický způsob létání s Kestrely, kdy startovali s rozjezdem na krátké dráze a přistávali svisle. Tento způsob létání (STOVL) se ukázal jako ideální i do budoucna. Působení ze špatných rozjezdových drah bylo zkoušeno poblíž základny RAF Bircham Newton. Tam byly provedeny zkoušky pojíždění na podmáčené půdě a starty z nejrůznějších povrchů. Během zkoušek bylo jedno letadlo ztraceno. Zkoušky byly dokončeny v listopadu 1965.
Šest z osmi zbývajících letounů (tři umístěné ve Spojených státech a tři z Německa) byly předány Spojeným státům pro zkoušky u armády, letectva a námořnictva pod označením XV-6A Kestrel. Letouny byly umístěny na základně USAF Edwards k dalším zkouškám mimo dvou strojů, které byly předány NASA. Jeden ze dvou zbývajících britských Kestrelů byl předán k Royal Aircraft Establishment v Bedfordu k dalším experimentům. Druhý (XS693) odešel do Blackburnu k úpravě na nový motor Pegasus 6.
Kromě nějakých zesílení konstrukce bylo u letounů P.1127 a Kestrel upravováno sání vzduchu. Na sací otvory byly umístěny gumové nafukovací polštářky pro zlepšení proudění vzduchu, ale panovaly obavy ohledně jejich životnosti (došlo k jejich roztržení), a tak nakonec byly nahrazeny konvenčními kovovými uzávěry. Zkušenosti získané během námořního testování na vrtulníkové výsadkové lodi HMS Bulwark v roce 1966 ukázaly potřebu nahradit veškeré části draku letounu používající hořčík jinými, méně reaktivními, materiály. Letouny Kestrel se staly prototypy pro předvýrobní sérii letounů Harrier.

### P.1127 (RAF)
NATO vydalo v požadavku NBMR-3 specifikace na požadovaný VTOL letoun. Letoun měl mít výkony jako letoun F-4 Phantom II s tím, že bude schopen vertikálního vzletu a přistání. Společnost Hawker přihlásila nadzvukový P.1127 s označením P.1150 a P.1154, aby se přiblížila ke specifikacím NBMR-3. P.1154 se stalo vítězem a výroba prototypu byla v plném proudu až do jeho zrušení v roce 1965. Francouzská vláda od projektu odstoupila krátce po jeho vybrání a vyřazení jeho konkurenta, kterým byl letoun Dassault Mirage IIIV. RAF potom začala uvažovat o jednoduchém vylepšení letounů Kestrel a vydala požadavek ASR 384 na V/STOL bitevní letoun, který je známý jako P.1127 (RAF).
Na konci roku 1965 RAF objednalo 6 předvýrobních letounů P.1127(RAF). První P.1127 (RAF) poprvé vzlétnul 31. srpna 1966. Objednávka na 60 sériových letounů byla společnosti Hawker Aviation doručena na počátku roku 1967. V té době letoun obdržel nové označení Harrier GR.1. Harrier se stal jedním z nejúspěšnějších letounů v britských službách a byl dodán i několika dalším státům. Často působil i na palubách letadlových lodí.

## Varianty

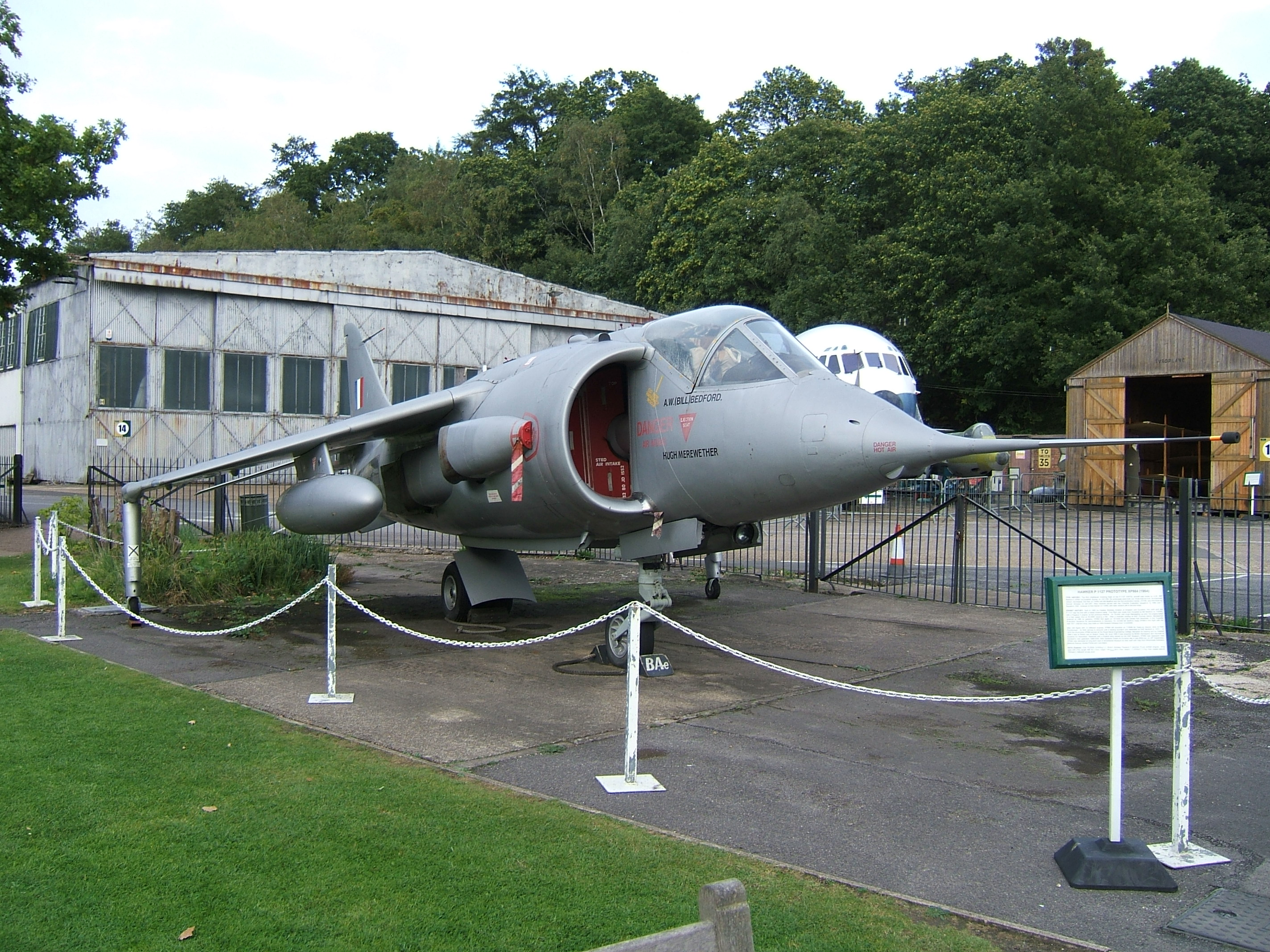
Poslední ze šesti prototypů P.1127 (XP984), který je jediný se zkosenými křídly, později přestavěný na první prototyp letounu Kestrel s motorem Pegasus 5.

P.1127
Experimentální V/STOL letoun. Postaveny 2 prototypy a 4 vývojové letouny.
Kestrel FGA.1
Letouny postavené pro třístrannou testovací letku. Postaveno 9 letounů. Později bylo 6 letounů přepraveno do Spojených států, kde dostaly označení XV-6A.
XV-6A
Americké označení pro 6 letounů Kestrel FGA.1 přemístěných do USA.
VZ-12
Americké označení pro dva vývojové letouny P.1127. Toto označení se neujalo.
P.1127 (RAF)
Vývojový V/STOL útočný a průzkumný letoun. Vyrobeno 6 letounů jako předvýrobní série letounu, jehož výroba byla následně objednána pod označením Harrier GR.1. První letoun poprvé vzlétnul z Dunsfoldu 31. srpna 1966.

## Vystavené letouny

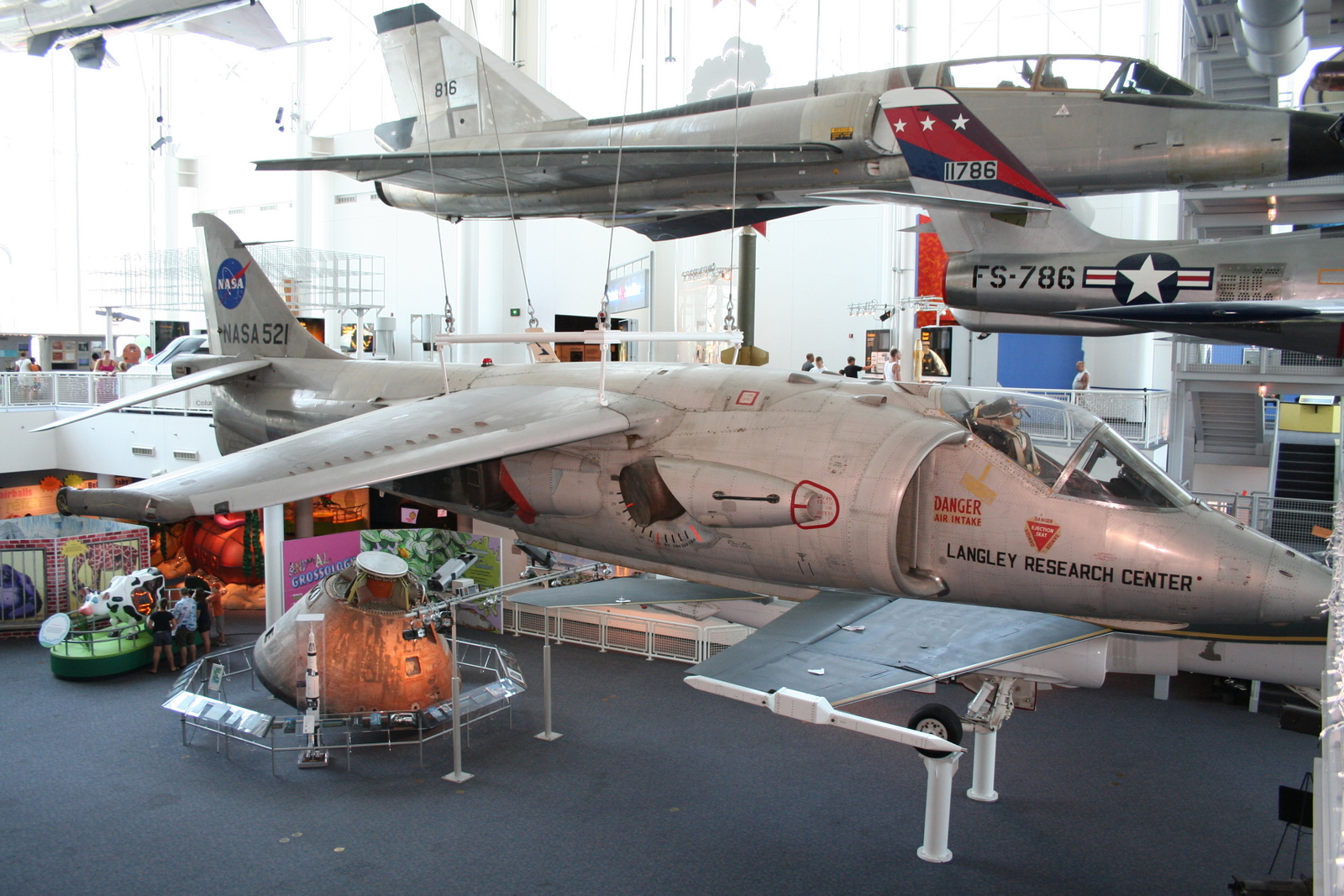
XV-6A Kestrel vystavený ve „Virginia Air and Space Center“

- P.1127, XP831 je vystavený v muzeu vědy (Science Museum) v Londýně v Anglii.[38]
- P.1127, XP980 (osazený křídlem letounu Harrier GR.1) je vystavený v Fleet Air Arm Museum ve městě Yeovilton, Anglie.[39]
- P.1127, XP984 (dočasně osazený raným křídlem letounu P.1127) je vystavený v Brooklands Museum v Surrey, Anglie.[40]
- Kestrel FGA.1, XS695 je vystaven v muzeu Royal Air Force Museum v Cosfordu, Anglie.[41]
- P.1127(RAF), XV277 je vystaven v národním leteckém muzeu (National Museum of Flight) ve Skotsku.[42]
- P.1127(RAF), XV278 je vystavený v Luftwaffenmuseum v Německu.[43]
- XV-6A, 64-18262 je vystaven v Národním muzeu USAF (National Museum of the United States Air Force) na letecké základně Wright Patterson, stát Ohio, USA.[44]
- XV-6A Kestrel, 64-18263 v barvách NASA je vystaven ve Virginia Air and Space Center v Hamptonu, stát Virginie, USA.
- XV-6A Kestrel, 64-18264 je uskladněn v leteckém muzeu armády Spojených států (United States Army Aviation Museum), stát Alabama, USA.[45]
- XV-6A Kestrel, 64-18266 je vystaven v barvách NASA v Air Power Park v Hamptonu, stát Virginie, USA.[46]

## Specifikace (Kestrel FGA.1)
Technické údaje pocházejí z publikace „Hawker Aircraft since 1920“.

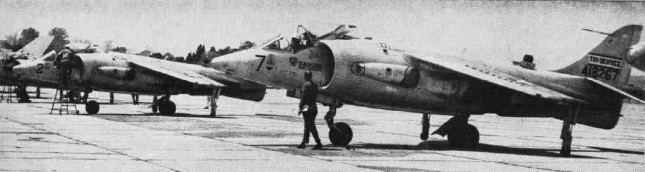
Dva letouny Kestrel v Naval Air Station Patuxent River ve státě Maryland, USA, 1966

### Technické údaje
- Posádka: 1
- Rozpětí: 6,99 m
- Délka: 12,95 m
- Výška: 3,28 m
- Nosná plocha: ? m²
- Plošné zatížení: ? kg/m²
- Prázdná hmotnost: 4 445 kg
- Max. vzletová hmotnost: 6 580 kg (pro kolmý start), 7 700 kg (start na krátké dráze)
- Pohonná jednotka: 1× dvouproudový motor Pegasus 5
- Tah pohonné jednotky: 67 kN

### Výkony
- Cestovní rychlost: ? km/h ve výšce ? m
- Maximální rychlost: 1 142 km/h (710 mph, Mach=0,92) na hladině moře 1 067 km/h
- Dolet: ? km (? h)
- Dostup: 16 750 m (55 000 stop)
- Stoupavost: 150 m/s (30 000 stop/min)

## Uživatelé
Spojené království

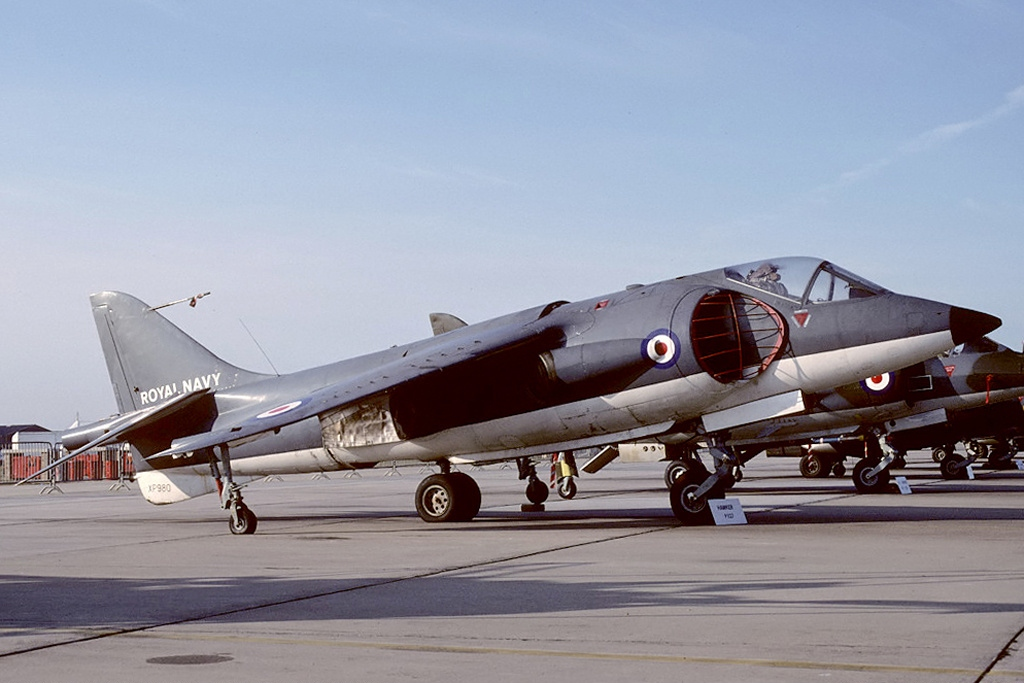
P.1127 XP980 používaný k výcviku manipulace s letouny ve zbarvení Royal Navy, 1989

- Aeroplane and Armament Experimental Establishment
- Royal Air Force
- Royal Aircraft Establishment[47]

 Spojené státy americké
- United States Army – účastnila se zkoušení v rámci trojstranné zkušební letky. Tři letouny Kestrel byly umístěny ve West Raynham a další tři v Německu. Později byly 4 předány americkému letectvu a 2 byly předány NASA.[24]
- United States Air Force – účastnilo se trojstranných zkoušek a později používalo 4 letouny Kestrel od armády Spojených států.[24]
- United States Navy – účastnilo se trojstranných zkoušek, ale nemělo vlastní letouny.[24]
- NASA – zkoušela 2 letouny, které dostala od armády Spojených států.[24]

 Západní Německo
- Luftwaffe – účastnila se trojstranných zkoušek. Tři americké Kestrely umístěné v Německu byly později přepraveny do Spojených států.[24]